# Bartolomeo Cavarozzi
Bartolomeo Cavarozzi appelé aussi Crescenzi ou dei Crescenzi (né le 15 février 1587 à Viterbe, mort le 21 septembre 1625 à Rome) est un peintre italien de la fin du XVIe et du début du XVIIe siècle, spécialiste des sujets religieux.

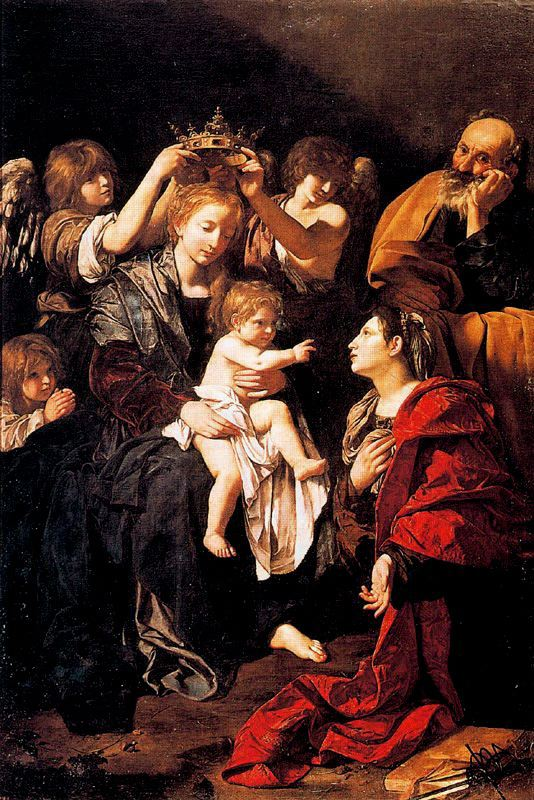
Sainte Famille et sainte Catherine
musée du Prado.

## Biographie
Tout jeune, Bartolomeo Cavarozzi arrive à Rome où son concitoyen Tarquinio Ligustri l'accueillit et lui donna sa première formation artistique. Il devint ensuite l'élève de Cristoforo Roncalli.
Le marquis Giovanni Battista Crescenzi, amateur d'art et surintendant des monuments de Rome, le prend auprès de lui et lui assure tout son appui. Ils séjournent quelque temps ensemble à Madrid de 1617 à 1619, où Cavarozzi déploie une grande activité.
Une Vierge à l'Enfant avec Sainte Anne, qu'il avait peint pour l'église Santa Anna dei Funari, a disparu, ainsi que son Saint Charles Borromée en prière (autrefois à l'église Sant'Andrea Della Valle). Dans l'église de l'Académie Sainte-Cécile se trouve sa Légende de sainte Ursule.
La seule référence sûre dont nous disposons pour reconstruire la phase finale de sa carrière est la Visitation de 1622 conservée à la mairie de Viterbe.

## Œuvres

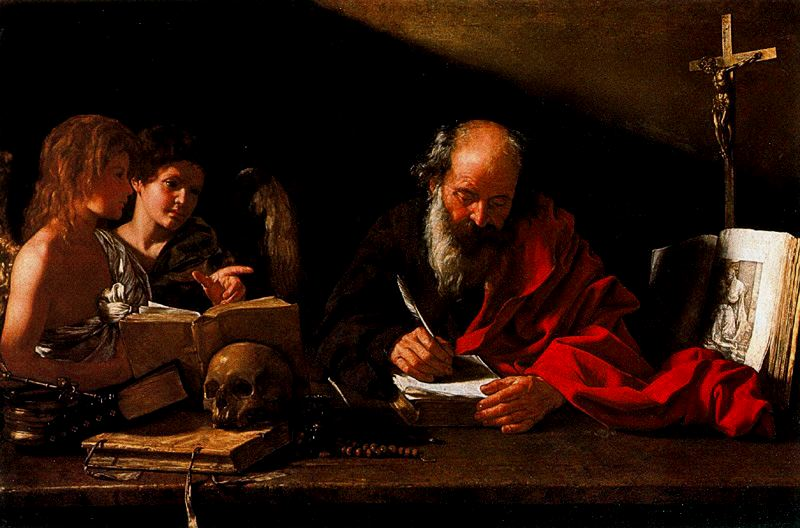
Saint Jérôme et deux anges
palais Pitti, Florence.

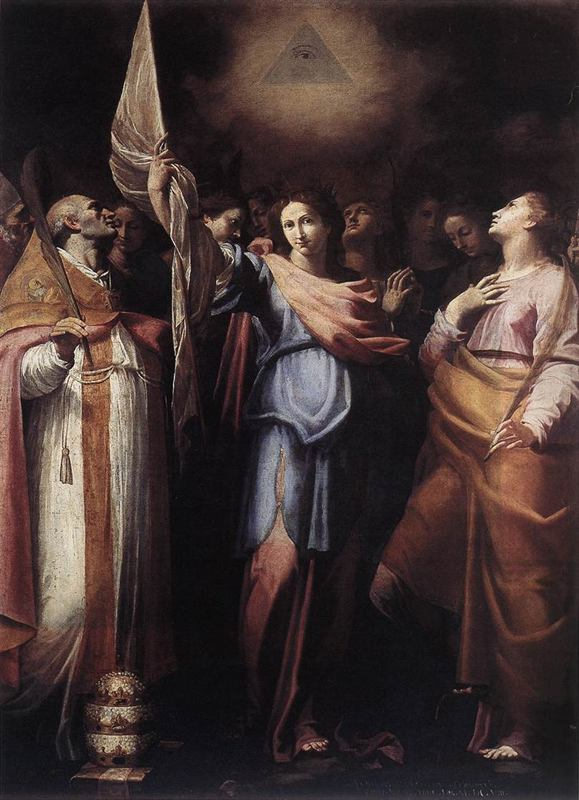
Ste Ursule et ses compagnes
Basilique saint Marc, Rome

- Saint Jérôme et deux anges, 1617, huile sur toile, 116 × 173 cm, galerie Palatine, Palais Pitti, Florence. Commandée par Cosme II de Médicis[3]
- Le Sacrifice d'Isaac (huile sur toile, 116 × 175 cm) a été vendu 3 666 500 £ le 9 juillet 2014 par Sotheby's à Londres[4].